# Rodinka (przystanek kolejowy)
Rodinka (ros. Родинка) – przystanek kolejowy w miejscowości Rodinka, w rejonie małojarosławieckim, w obwodzie kałuskim, w Rosji. Położony jest na linii Moskwa – Briańsk – Kijów.